# Olszewo (powiat olecki)
Olszewo (niem. Olschöwen) – wieś w Polsce położona w województwie warmińsko-mazurskim, w powiecie oleckim, w gminie Olecko.
W latach 1975–1998 miejscowość należała administracyjnie do województwa suwalskiego.
Wieś czynszowa lokowana na 60 włókach 5 października 1563 roku na prawie chełmińskim przez księcia Albrechta. Książę za pośrednictwem swego starosty, Wawrzyńca von Halle, nadał Michałowi Lipińskiemu ze starostwa piskiego 6 włók sołeckich i powierzył zadanie założenia wsi.
W XVII wieku miejscowi chłopi mieli obowiązek odrabiania szarwarku w folwarku domenialnym w Sedrankach.
Dwuklasowa szkoła we wsi powstała około 1740 w. W roku 1800 podlegała pod względem administracji kościelnej i świeckiej do Olecka, a pod względem sądowniczym, podobnie jak inne wsie w powiecie, do Ełku.
W roku 1933 w ramach akcji germanizacyjnej zmieniono historyczną nazwę wsi na Erlental. W 1938 r. we wsi było 471 mieszkańców.